# Мартен-де-Вивье
Марте́н-де-Вивье́ (фр. Martin-de-Viviès) — единственное постоянное поселение во Французских Южных и Антарктических Территориях, расположенное на севере острова Амстердам. Одновременно является административным центром территории.
Население посёлка составляет от 20 до 40 постоянных жителей[уточнить]. Координаты посёлка — 37°47′50″ ю. ш. 77°34′16″ в. д..